# خط بيرتون
خط بيرتون أو حافة بيرتون أو خط بورتن (بالإنجليزية: Burton line or Burtonian line)‏ هي علامة طبية وجدت في المرضى الذين يعانون من التسمم المزمن بالرصاص. وهو عبارة عن خط رفيع جداً، أسود-مزرق مرئي على طول هامش اللثة عند قاعدة الأسنان.
تم وصف هذه العلامة الطبية في عام 1840 من قبل هنري بيرتون:
خط مماثل هو «خط بزموت» ، يحدث في الأشخاص الذين تناولوا مركبات البزموت ؛ البزموت ، وهي ذات سمية منخفضة جدا.